# Salba (As-Salamijja)
Salba (arab. صلبا) – wieś w Syrii, w muhafazie Hama. W 2004 roku liczyła 556 mieszkańców.